# 灰陶绳纹卵腹三足瓮

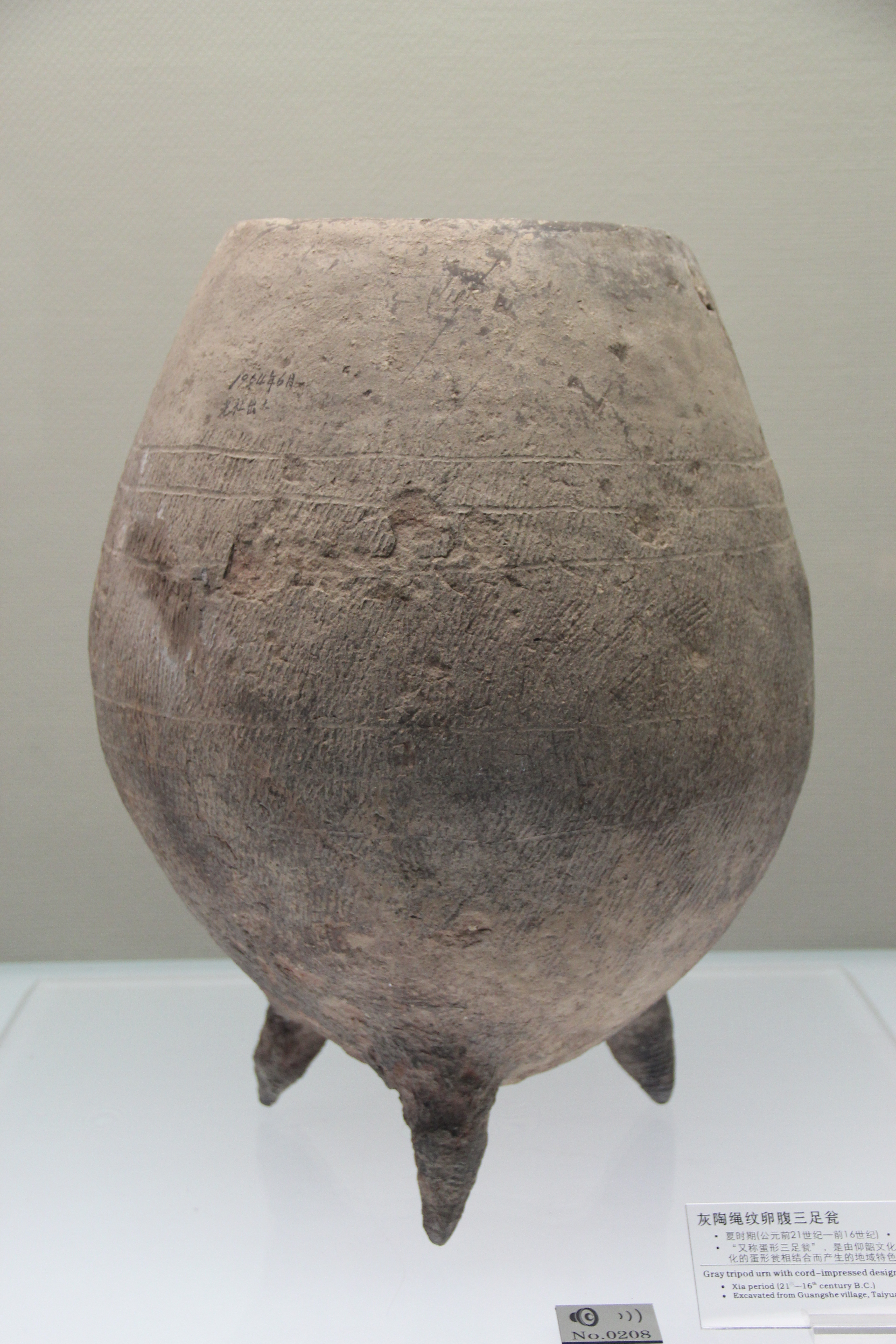
灰陶绳纹卵腹三足瓮，藏于山西博物院

灰陶绳纹卵腹三足瓮，又称蛋形瓮，是夏朝时期的一件灰陶文物，藏于山西博物院。

## 特点
1956年，考古队在山西省太原市光社村出土此文物。灰陶绳纹卵腹三足瓮高72厘米，腹径60厘米。材质为泥质灰陶，通体饰绳纹。其文化渊源自仰韶文化尖底瓶与河套地区蛋形瓮。此瓮器兼具了平稳及通风效果。